# ديك فوسبوري
ديك فوسبري (بالإنجليزية: Dick Fosbury)‏ هو لاعب قفز عالي أمريكي. أبرز إنجازاته هو فوزه بالميدالية الذهبية في دورة الألعاب الأولمبية الصيفية 1968 في مكسيكو. أفضل رقم سجله هو 2.24 متر.

## وفاته
توفي ديك فوسبوري في 6 مارس 2023 عن عمر ناهز السادسة والسبعين.

## روابط خارجية
- ديك فوسبوري على موقع الاتحاد الدولي لألعاب القوى (الإنجليزية)
- ديك فوسبوري على موقع الاتحاد الأمريكي لسباقات المضمار والميدان، قاعة المشاهير (الإنجليزية)
- ديك فوسبوري على موقع اللجنة الأولمبية الدولية (الإنجليزية)
- ديك فوسبوري على موقع أوليمبيديا (الإنجليزية)